# La Tentation (film, 1974)
Pour les articles homonymes, voir La Tentation.
Pour plus de détails, voir Fiche technique et Distribution.
La Tentation (Il sorriso del grande tentatore) est un film dramatique britannico-italien réalisé par Damiano Damiani, sorti en 1974.

## Fiche technique
Sauf indication contraire, les informations mentionnées dans cette section peuvent être confirmées par la base de données cinématographiques IMDb,  présente dans la section « Liens externes ».
- Titre français : La Tentation ou Le Diable est une femme[1]
- Titre original italien : Il sorriso del grande tentatore[2] (litt. « Le Sourire du grand tentateur »)
- Titre anglais : The Tempter (Royaume-Uni) ou The Devil is a Woman (États-Unis)
- Réalisation : Damiano Damiani
- Scénario : Damiano Damiani, Fabrizio Onofri et Audrey Nohra
- Photographie : Mario Vulpiani
- Musique : Ennio Morricone
- Montage : Peter Taylor
- Pays d'origine :  Italie |  Royaume-Uni
- Langue de tournage : anglais
- Format : Couleur (Eastmancolor) - 2,35:1 - Mono
- Genre : Film dramatique
- Durée : 105 minutes
- Date de sortie :
  - Italie : 24 janvier 1974
  - Union soviétique : juillet 1975 (Festival de Moscou 1975)
  - Royaume-Uni : juillet 1975
  - France : 21 septembre 1977[1]

## Distribution
- Glenda Jackson : Sœur Geraldine
- Claudio Cassinelli : Rodolfo Solina
- Lisa Harrow : Emilia Contreras
- Adolfo Celi : Père Borelli
- Duilio Del Prete : Monseigneur Salvi
- Arnoldo Foà : Monseigneur Badensky
- Gabriele Lavia : Prince Ottavio Ranieri d'Aragona
- Francisco Rabal : Évêque Marquez
- Ely Galleani : la copine de Rodolfo